# Compsibidion trinidadensis
Compsibidion trinidadensis är en skalbaggsart som först beskrevs av Gilmour 1963.  Compsibidion trinidadensis ingår i släktet Compsibidion och familjen långhorningar. Inga underarter finns listade i Catalogue of Life.